# Эвью, Хельге
Хельге Эвью (норв. Helge Evju; род. 7 февраля 1942, Драммен) — норвежский пианист.
Учился у сестры своего отца, пианистки Аслёуг Эвью Блакстад (1910—2007). В 17 лет дебютировал в родном городе, исполнив Первый фортепианный концерт Людвига ван Бетховена. Затем в 1961—1963 гг. совершенствовал своё мастерство в США в Университете Брандейса. Вернувшись в Норвегию, регулярно концертировал как солист и аккомпаниатор, в 1971—2011 гг. репетитор в Норвежской королевской опере. Гастролировал в Испании, Нидерландах, Чехии, Литве.
Наиболее известен фортепианным концертом (1998), написанным на основе эскизов и черновиков Эдварда Грига к его несостоявшемуся второму концерту; концерт был записан Карлом Петерссоном и Симфоническим оркестром Чешского радио. Опубликовал также собрание каденций к фортепианным концертам Вольфганга Амадея Моцарта.
Многолетний участник деятельности Открытой церковной группы лесбиянок и гомосексуалов.